# Rudolf Kaefer
Rudolf Kaefer, auch: Käfer (* 30. Oktober 1876 in Wiehe; † 11. November 1923 in Braunschweig) war ein deutscher Theologe, Pädagoge und Politiker (DVP).

## Leben
Nach dem Besuch der Klosterschule Donndorf und dem Abitur 1896 an der Landesschule Pforta studierte Kaefer bis 1899 Theologie an der Universität Halle. Im Anschluss arbeitete er als Lehrer am Pädagogium in Allstedt und als Hauslehrer in Sachsa. Er legte 1901 das Erste Theologische Examen ab, leistete Militärdienst in Magdeburg und wurde danach als Hilfslehrer und Alumnatsinspektor an der Rhotertschen Anstalt in Sachsa beschäftigt. 1903 bestand er das Zweite Theologische Examen in Magdeburg. Nachdem er 1905 in Braunschweig die Lehrbefähigung erhalten hatte, absolvierte er das Seminarjahr am dortigen Wilhelm-Gymnasium und von 1906 bis 1907 das Probejahr an der Rhotertschen Realschule zu Blankenburg. 1907 bestand er das Zweite Lehramtsexamen für die Fächer Religion, Hebräisch und Deutsch. Ab 1911 war er als Oberlehrer am Martino-Katharineum Braunschweig tätig, zuletzt als Studienrat.
Kaefer trat während der Zeit der Weimarer Republik in die DVP ein und war deren erster Landesvorsitzender im Freistaat Braunschweig. Von 1920 bis zu seinem Tode gehörte er als Abgeordneter dem Braunschweigischen Landtag an. Vom 23. Mai 1922 bis zu seinem Rücktritt am 13. Juli 1922 amtierte er als Staatsminister für Finanzen und Volksbildung in der von Heinrich Jasper geleiteten Regierung des Freistaates Braunschweig.
Von 1921 bis zu seinem Tode, mit Unterbrechung durch seine Funktion als Minister, war Kaefer als Studienrat am Wilhelm-Gymnasium in Braunschweig tätig. Im November 1923 starb er an den Folgen einer Blutvergiftung.